# Stubbe – Von Fall zu Fall: Gegen den Strom
Gegen den Strom ist ein deutscher Fernsehfilm von Oren Schmuckler aus dem Jahr 2010. Es handelt sich um den achtunddreißigsten Filmbeitrag der ZDF-Kriminalfilmreihe Stubbe – Von Fall zu Fall mit Wolfgang Stumph in der Titelrolle.

## Handlung
Kommissar Stubbe begleitet seinen Kollegen Zimmermann in seine alte Heimatstadt Dresden. Da Zimmermann eine Urlaubsreise für zwei Personen gewonnen hat, hat es sich Stubbe nicht nehmen lassen mitzufahren. Sein erster Gang führt selbstverständlich an seine ehemalige Arbeitsstätte, wo er erfährt, dass sein früherer Vorgesetzter Pionkowski nach einer Krebsdiagnose vor einer Woche Suizid begangen hätte. Für die leitende Kommissarin ist der Fall abgeschlossen, doch Stubbe findet es seltsam, dass Pionkowski keinen Abschiedsbrief hinterlassen hat. Doch letztendlich spricht alles für eine Selbsttötung des  Mannes. Trotzdem wird sein kriminalistischer Spürsinn geweckt, als er zufällig auf einen alten Fall stößt. Ingmar Wolf, der Pionkowski seine Verurteilung wegen Mordes verdankt ist noch heute der Meinung, dass er sie zu Unrecht verbüßen musste. Wolff wirkt derart überzeugend auf Stubbe, dass er sich den Fall noch einmal ansehen will. Schließlich hatte auch er daran mit ermittelt und möchte sich ungern einen Fehler zuschreiben müssen. Unterstützung erhält er von seinem ehemaligen Kollegen Günther Jänisch, der noch immer bei der Polizei ist und sich die alten Akten noch einmal vornimmt und auch einige Auffälligkeiten entdeckt.
Stubbes eigenmächtige Ermittlungen bringen derart Unruhe in das Dresdner Polizeipräsidium, dass die leitende Kommissarin sich auch für Wolff zu interessieren beginnt. Sie lädt ihn vor und beschuldigt ihn den Tod von Pionkowski herbeigeführt zu haben. Zugleich fordert sie von Stubbe, seine privaten „Schnüffeleien“ zu unterlassen, was diesen aber nicht davon abhält sich mit einer ehemaligen Kollegin des damaligen Opfers zu unterhalten. Sie weiß von einem Verehrer, der aus Hamburg stammte und mit dem ihre Kollegin eine Affäre hatte. Da in der damaligen DDR solche Westkontakte unerwünscht waren, hatte sie ihr Verhältnis geheim gehalten. Bei der Befragung der Eltern des Opfers stellt sich heraus, dass dieser Westkontakt der Stasi nicht verborgen geblieben war und ihrem Vater die Stellung gekostet hatte. Auf Stubbe machen Werner und Anneliese Fritsch nicht den Eindruck von maßlos trauernden Eltern. Stubbe konfrontiert die beiden bei einem „Lokaltermin“ noch einmal mit den damaligen Vorgängen und so gibt Anneliese Fritsch zu, ihre eigene Tochter erschlagen zu haben. Sie konnte es nicht ertragen, dass diese ihre persönlichen Interessen vor die der Familie gestellt hatte.

## Hintergrund
Der Film wurde vom 5. Juni bis zum 6. Juli 2009 in Hamburg und Dresden unter dem Arbeitstitel Stubbes Reise gedreht.

## Rezeption

### Einschaltquote
Die Erstausstrahlung von Gegen den Strom am 16. Januar 2010 im ZDF erreichte 7,01 Millionen Zuschauer und einen Marktanteil von 20,5 Prozent.

### Kritik
Rainer Tittelbach von tittelbach.tv meinte: „Die Grundidee ist gut. Auch muss nicht jeder Versuch, die DDR-Vergangenheit in den Krimi-Plot einzuweben, eine Generalanklage sein. Deutsch-deutsche Beziehungsgeschichten beiläufig in einen Whodunit einzubauen – einen solchen entspannten Umgang mit Geschichte würde man sich öfters wünschen. Das Manko von ‚Gegen den Strom‘ liegt im Rückfall in eine altväterliche Tonlage mit einer Launigkeit, die für Zuschauer unter 60 und für solche, für die der Stumphi-Bonus nicht gilt, nur schwer zu ertragen ist.“
Bei Kino.de wertete Tilmann P. Gangloff: „Trotz der wie immer humoristisch angelegten Frotzeleien zwischen Stubbe und Zimmermann,[…] ist ‚Gegen den Strom‘  alles andere als komödiantisch angelegt […] dafür sorgen schon allein die nostalgischen Anwandlungen und die sentimentale Rückblende in die Anfangszeit der Serie, als Familie Stubbe noch zu dritt war. Immerhin gönnt Autor Illner der integren Hauptfigur eine leider wohl nur flüchtige, aber sehr hübsch eingefädelte und buchstäblich feuchtfröhliche Romanze mit einer Schwimmlehrerin.“
Torben Gebhardt wertete für quotenmeter.de: „In der Reihe der drei zuletzt ausgestrahlten neuen Stubbe-Verfilmungen ist ‚Gegen den Strom‘ vom Ansatzpunkt zwar der ambitionierteste von allen dreien, von der Umsetzung her muss man ihn aber schlicht weg als schwächsten und enttäuschendsten Film deklarieren. Somit bleibt dieser Film einzig und alleine denen empfohlen, für die die ‚Stubbe‘-Reihe ohnehin ein Pflichtprogramm ist. Sie bekommen das, was sie erwarten: leichte Unterhaltung mit einer Prise Nachdenklichkeit und netter bildtechnischer Inszenierung aber ohne jegliche Innovation oder irgendeinen Mehrwert. Alle anderen Zuschauer sollten sich lieber spannenderen Beschäftigungen widmen.“
Für die Kritiker der Fernsehzeitschrift TV Spielfilm war Gegen den Strom „etwas glatt, allemal unterhaltsam“ und vergaben dem Film die bestmögliche Wertung (Daumen nach oben).